# Молитор, Мартин фон
Мартин фон Молитор (нем. Martin von Molitor; 21 февраля 1759, Вена — 16 апреля 1812? Вена) — австрийский художник и график.
Мартин фон Молитор занимался преимущественно пейзажной живописью, был также автором полотен, изображавших животных. Получил художественное образование в венской Академии изящных искусств под руководством Иоганна Христиана Бранда (1722—1795). С 1784 года М.фон Молитор — член венской Академии изящных искусств. Несмотря на то, что художник отказался от предложенной ему в 1795 году профессуры, он оказал значительное влияние на творческое развитие молодых австрийских живописцев на рубеже XVIII—XIX столетий. В 1802 году М.фон Молитор, в сопровождении своего помощника, Якоба Гауэрмана (1773—1843), совершает путешествие по Тиролю, где создаёт многочисленные пейзажные произведения.